# European Youth Press
Die European Youth Press (EYP) ist eine europäische Jugendmedien-Organisation.

## Über die European Youth Press
Die European Youth Press (EYP) ist eine paneuropäische Dachorganisation für junge Medienmacherinnen und Medienmacher. Sie wurde im Jahr 2004 gegründet und hat ihren Sitz in Berlin. Ziel der Organisation ist es, junge Journalistinnen und Journalisten aus ganz Europa zu vernetzen, ihre journalistischen Kompetenzen zu stärken und medienbezogene Jugendprojekte zu fördern.

## Struktur und Mitglieder
Die European Youth Press ist ein Netzwerk aus nationalen Jugendmedienorganisationen und Einzelmitgliedern. Sie zählt über 31 Mitgliedsorganisationen aus verschiedenen Ländern Europas, darunter auch den deutschen Bundesverband Jugendpresse Deutschland, die Jugendpresse Österreich und viele weitere nationale oder regionale Vereinigungen. Die Organisation wird von einem gewählten Vorstand geleitet und von einem internationalen Team unterstützt. Sie ist parteipolitisch und konfessionell unabhängig.

## Ziele und Tätigkeiten
Die European Youth Press verfolgt das Ziel, die Medienkompetenz junger Menschen zu fördern, journalistische Standards zu verbreiten und einen interkulturellen Dialog in Europa zu stärken. Die Organisation setzt sich besonders für Pressefreiheit, Meinungsfreiheit und die Beteiligung junger Menschen am öffentlichen Diskurs ein.
Zu den zentralen Tätigkeitsfeldern gehören:
· Medienbildungsprojekte: Durchführung von Seminaren, Workshops und Trainings zu journalistischem Handwerk, Ethik, Medienrecht, Datenjournalismus und neuen Technologien.

· Publikationen: Herausgabe von Magazinen, Berichten und Handbüchern zu Themen wie Medienfreiheit, Jugendbeteiligung und digitalem Journalismus.

· Förderung journalistischer Netzwerke: Aufbau und Pflege eines europaweiten Netzwerks junger Medienschaffender.

· Advocacy: Engagement für die Rechte junger Journalisten und für die Verbesserung der Rahmenbedingungen für Jugendmedienarbeit in Europa.

## European Youth Media Days (EYMD)
Eines der bekanntesten Projekte der EYP sind die European Youth Media Days, die in Zusammenarbeit mit dem Europäischen Parlament stattfinden. Dabei treffen sich junge Journalistinnen und Journalisten aus ganz Europa, um mit Politikern, Medienprofis und Aktivisten zu diskutieren, gemeinsam Medieninhalte zu erstellen und sich weiterzubilden.

## Finanzierung
Die European Youth Press wird durch Fördermittel der Europäischen Union (z. B. Erasmus+), durch Stiftungen sowie durch Mitgliedsbeiträge und projektbezogene Förderungen finanziert.